# Virgen de Europa
Nuestra Señora de Europa o la Virgen de Europa es una advocación a la Bienaventurada Virgen María cuya devoción inició en Gibraltar y en menor medida en Algeciras, España. El continente europeo fue consagrado bajo la protección de Nuestra Señora de Europa en el siglo XIV desde el santuario en Gibraltar, donde la devoción todavía continúa hoy en día, después de 700 años. Junto con San Bernardo, la virgen es la santa patrona católica de Gibraltar.

## Historia
En el año 711, miles de musulmanes se instalaron en las cercanías del Peñón y lo renombraron Jebel-Tarik; es decir, Montaña de Tarik (Gibraltar). Junto al mar y en el punto más meridional del lugar edificaron una mezquita. Durante la ocupación cristiana de 1309-1333, la mezquita fue utilizada como templo cristiano.
En 1333 Gibraltar fue ocupado de nuevo por los musulmanes, que mantuvieron su dominio hasta 1462, año en el que reconquistó Gibraltar Don Rodrigo Ponce de León y Núñez y convirtió la mezquita en templo cristiano en honor de Nuestra Señora de Europa. Además, se edificó una gran capilla perpendicular a la pared este de la mezquita, dando lugar al Santuario de Nuestra Señora de Europa. Allí se instaló una estatua de madera policromada en color rojo, azul y dorado de la Virgen sedente y con el Niño en sus brazos, ambos coronados. La Virgen sostiene en su mano derecha un cetro con tres flores que simbolizan el Amor, la Verdad y la Justicia.
En septiembre de 1540 el corsario turco Hali Hamat saqueó el Santuario, pero fue interceptado por la flota española bajo el mando de Benardino Mendoza, que lo derrotó cerca de Cartagena. El rey Felipe II construyó altos muros alrededor de la ermita para su protección.

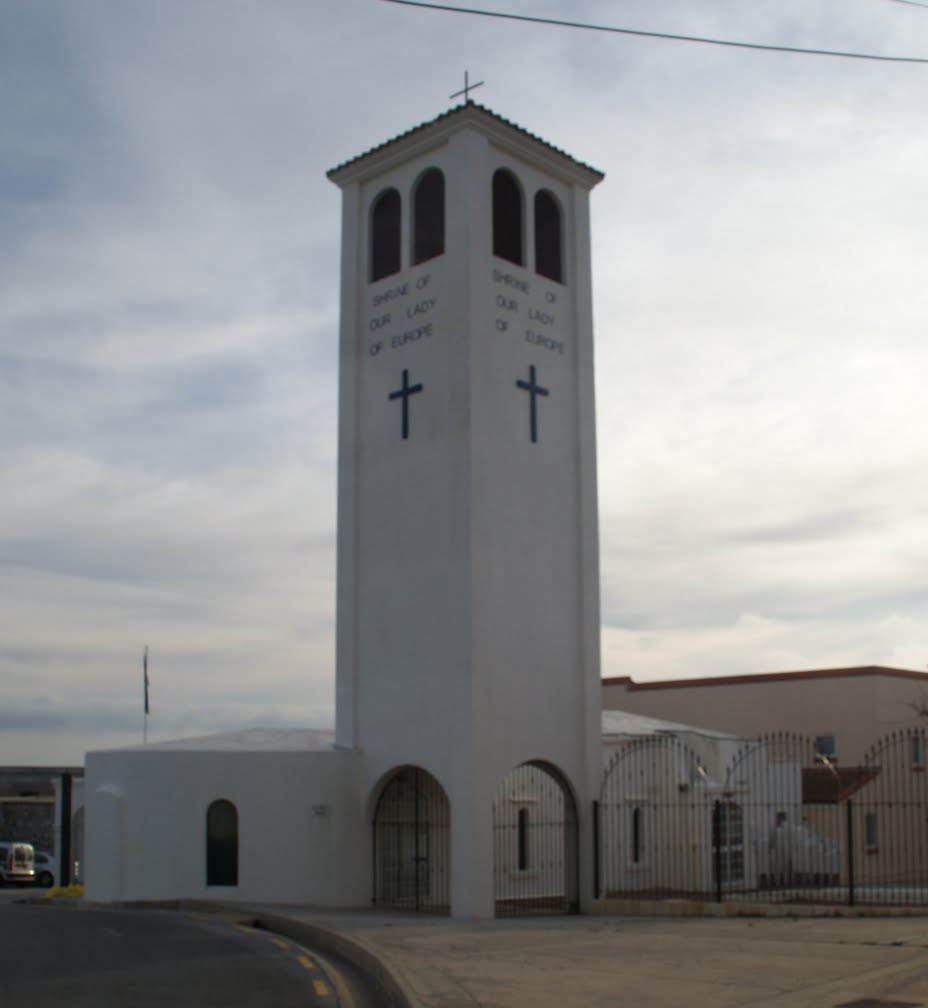
Santuario de Nuestra Señora de Europa.

En 1704, Gibraltar fue tomado por la flota británica y el Santuario fue nuevamente saqueado. Las estatuas de la Virgen y el Niño fueron mutiladas y arrojadas al mar, pero sus restos fueron hallados por un pescador que hizo entrega de los mismos al sacerdote Juan Romero de Figueroa, que llevó los restos de la estatua a Algeciras para ponerlos a salvo.
Durante el Gran asedio a Gibraltar de 1779 a 1783 el santuario quedó demolido, pero se fabricó una réplica de la imagen de la virgen de Europa que se colocó en el altar principal de la catedral gibraltareña.
La imagen original permaneció en la Capilla de Nuestra Señora de Europa de Algeciras hasta 1864, año en que fue devuelta a Gibraltar y quedó una copia de la misma en Algeciras.
La restauración del Santuario abandonado comenzó en 1962 y en septiembre de este mismo año se celebró otra vez misa en el lugar. El 7 de octubre de 1968 se trasladó la imagen de Nuestra Señora de Europa al Santuario.
En 1973 se realizaron obras de ampliación y remodelación. En 1979, el papa Juan Pablo II concedió a Nuestra Señora de Europa el título de Patrona de Gibraltar, a la vez que se trasladó su festividad al 5 de mayo, coincidiendo así con el Día de Europa.

## Jubileo
- En 2009 se ha celebrado el 700 aniversario de la devoción a la Virgen de Europa.

## Localidades cuyos católicos veneran la imagen
- Gibraltar
- Algeciras (Cádiz)
- La Línea de la Concepción (Cádiz)
- Sevilla - Iglesia de San Martín, la Virgen de Europa.
- Madrid- Parroquia de Nuestra Señora de Europa
- Chiclana de la Frontera - Parroquia de Nuestra Señora de Europa.